# Pochidia
Pochidia es una comuna ubicada en el distrito de Vaslui, Rumania.

## Superficie
Posee una superficie de 41,93 kilómetros cuadrados.

## Demografía
Hasta 2021 la población era de 1575 habitantes, con una densidad de población de 37,56 habitantes por kilómetro cuadrado.